# Saint-Denis-lès-Bourg
Saint-Denis-lès-Bourg település Franciaországban, Ain megyében. Lakosainak száma 6078 fő (2022. január 1.). Saint-Denis-lès-Bourg Bourg-en-Bresse, Buellas, Péronnas, Polliat, Saint-Rémy és Viriat községekkel határos.

## Népesség
A település népessége az elmúlt években az alábbi módon változott:
| Lakosok száma | 2510 | 3352 | 4145 | 4967 | 5505 | 5530 | 5747 | 5943 | 5971 | 6078 |
|               | 1968 | 1982 | 1990 | 2006 | 2013 | 2015 | 2017 | 2019 | 2020 | 2022 |